# お猿畠の大切岸

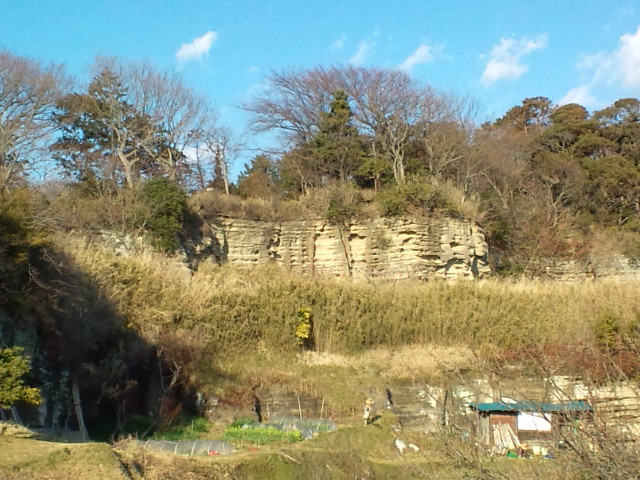
法性寺墓地奥より大切岸を望む。2013年（平成25年）1月30日撮影。

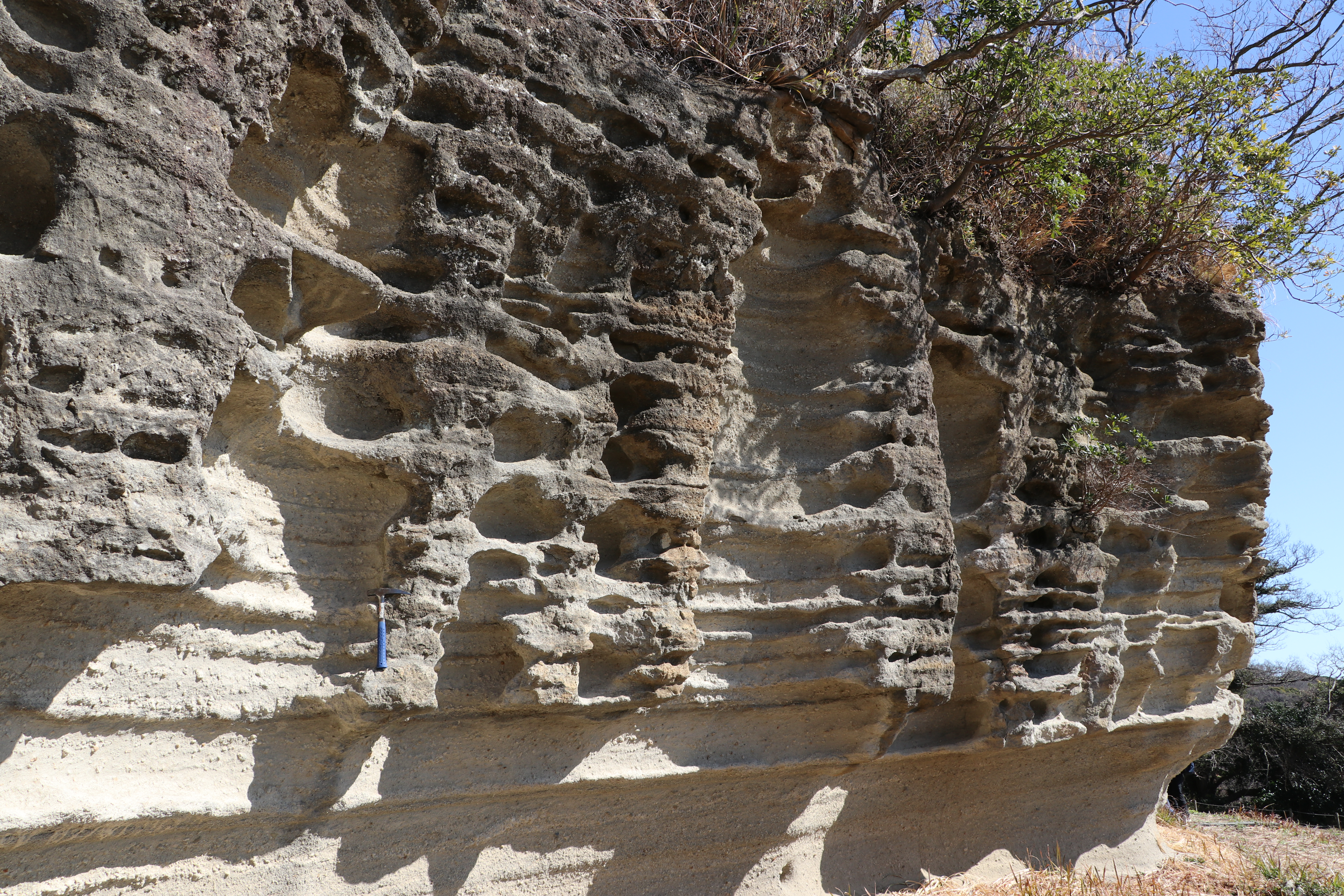
大切岸を近接して撮影。2021年（令和3年）2月16日撮影。

お猿畠の大切岸（おさるばたけのおおきりぎし）は、神奈川県鎌倉市と逗子市の境をなす丘陵尾根の斜面に、約800メートルに渡って人工的に造られた断崖地形である。国の史跡・名越切通の一部。中世鎌倉を城郭都市・鎌倉城と見なし、その外縁を守る切岸（斜面を切り落として外敵の侵入を防ぐ防御施設）だったとする説もあるが、2002年（平成14年）に行われた発掘調査で、土木・建築用石材の石切場（採石場）であることが判明した。

## 概要
座標: 北緯35度18分32.6秒 東経139度34分02.3秒 / 北緯35.309056度 東経139.567306度
鎌倉市・逗子市の境をなす標高80-90メートルの丘陵地帯にあり、稜線の東側（逗子市側）斜面が、長さ約800メートルにわたり比高5-10メートルの落差で切り立った崖地形を形成している。鎌倉七口の1つである名越切通および、まんだら堂やぐら群の北東にあたる。「お猿畠」と言う地名は、日蓮宗の開祖・日蓮が、文応元年（1260年）8月27日に浄土宗信者により襲撃された事件（松葉ヶ谷法難）の際、この地で3匹の白い猿に導かれて助かったという伝承に由来し、南側にはこの時、日蓮が身を隠した岩窟のあった場所に建立されたと伝わる猿畠山（えんばくさん）法性寺がある。
源頼朝によって鎌倉幕府が開かれた中世の鎌倉は、東・西・北の三方を100メートル前後の丘陵に囲まれ、南に海（相模湾）が開くと言う地勢を持つ。鎌倉時代の歴史を記した基本史料『吾妻鏡』には、治承・寿永の乱（1180年-1185年）最中の治承4年（1180年）9月9日の条で、石橋山の戦いに敗れて安房国（千葉県）へ逃れた頼朝が、千葉常胤に加勢を求めて安達盛長を使者に遣わした際、常胤が盛長に対して「頼朝殿が今いる場所は要害に適さず、また源氏ゆかりの地でもないため、早く相模国の鎌倉に拠点を移すように」と勧めたとされている。また、九条兼実の日記『玉葉』の寿永2年（1183年）10月25日の条では、「鎌倉城にいる頼朝が木曽義仲追討のために兵5万を興し」て、同年11月2日の条に「去月5日に鎌倉城を出発した」とあることが知られている。
これらの史料に基づいて考古学者の赤星直忠は、鎌倉が中世当時から山稜をもって外敵の侵入を防ぐ天然の要害（鎌倉城）と見なされていたとし、その実際の遺構例としてお猿畠の大切岸を取り上げた。赤星は、この遺構は人工的な断崖が東側斜面に形成されていることから、東の三浦半島を拠点とする三浦氏に対する防衛を目的とした切岸として、鎌倉幕府執権の北条氏によって名越切通と一体的に整備されたと考察した。『日本城郭大系』第6巻（神奈川・千葉）でも赤星説に従い「鎌倉城」の項に、その遺構としてお猿畠の大切岸を挙げている。
このような経緯から長らく鎌倉は、軍事的拠点として頼朝に選ばれた城郭都市とするイメージが定着し、お猿畠の大切岸もその代表的存在と位置付けられてきた。しかし2002年（平成14年）に逗子市教育委員会が大切岸の断崖前の平坦面を発掘調査したところ、岩盤を板状に切出す石切り作業を行っていた状況が検出された。
鎌倉では、北条氏に権力が集中し始めた13世紀後半から、足利氏が鎌倉府を置いていた14世紀・15世紀にかけて都市部の拡大が起こり、三方の丘陵部と谷戸での開発が急速に進行する。そこでは「鎌倉石」と呼ばれる凝灰岩や「土丹」と呼ばれる泥岩の大規模な切出しが行われて丘陵部における平坦地が造成され、同時に切出したこれらの岩盤を破砕して道路の舗装材に使用したり、切石にして建築物の基礎や側溝の護岸・井戸枠などの建材に使用したりして、平野部の都市部におけるインフラ資源として盛んに用いていたことが、市内各所の発掘調査成果で明らかになっている。これらにより「大切岸」と呼ばれたお猿畠の断崖は、実は「石切場」であり、都市に供給する石材を得るために14-15世紀を中心に大規模な石切りが行われた結果による所産と考えられるようになった。
中世鎌倉は、赤星の研究以来「三方を山に囲まれ、南を海に臨む天然の要害」というイメージが定着しており、一升桝遺跡・五合桝遺跡のように、発掘調査により13-14世紀に山地に造られた防御施設（城郭）の可能性が指摘された遺跡も存在するが、『玉葉』に見える「鎌倉城」の呼称が防御施設としての城郭の意味で使われていないとする齋藤慎一の見解や、周辺の山稜に見られる人工的な平場や堀切状遺構の多くが、石切場その他の多種多様な生産活動の過程で形成されたものとする岡陽一郎の見解などがあり、従来のイメージに対する再検討が行われ始めている。
源頼朝が鎌倉を拠点とした理由についても、その地勢の軍事的優位性という側面だけでなく、縄文時代～古墳時代の遺跡や、古代鎌倉郡郡衙が置かれた奈良時代・平安時代の遺跡（今小路西遺跡など）の調査成果等を通じて「頼朝以前」の鎌倉像を検証することで、伊豆半島～房総半島を繋ぐ海上交通と物流の要衝としての鎌倉が、頼朝（あるいはそれ以前からの源氏）が拠点として選んだ要因ではないかとも考えられるようになってきている。
なお鎌倉市は、お猿畠の大切岸に対する評価を防御施設の切岸としており、発掘調査して石切場であると特定した逗子市は、従来説に再検討が必要としつつも、丘陵を削平しきらず尾根筋が残っていることや、『吾妻鏡』で千葉常胤が鎌倉を要害地と認識していると読める記述があることなどから、外部から鎌倉を守る切岸としての機能をもたせる意図もあったのかもしれないと、あくまで推測として述べ、防御施設説を完全には否定していない。